# 両耳側性半盲

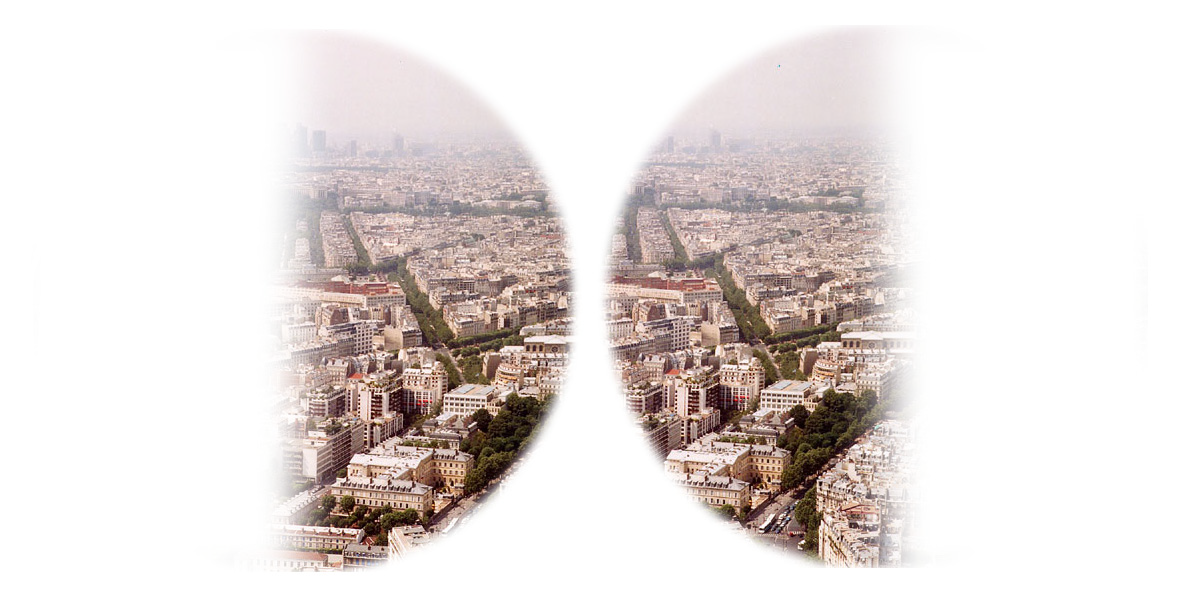
図1　両耳側性半盲の視野

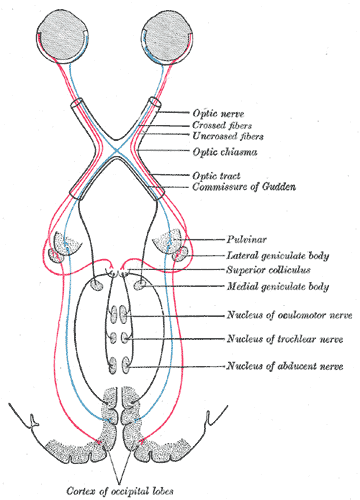
図2　視神経の経路

両耳側性半盲（りょうじそくせいはんもう、bitemporal hemianopsia）または両耳側半盲（りょうじそくはんもう）とは視野障害の一種で、視野の外側すなわち耳のあるほうが見えなくなった状態を指す。

## 視神経の走行と視野
外界の景色（視空間）がどのように大脳の視覚野に投影されるかというと、次のような経路をたどる。まず、外界の視野は眼球のレンズ体によって網膜上に倒立像を形成する。視界の右にある風景は網膜の左側に、左にある風景は網膜の右側にという具合である。左右の眼で同じことが行われる。この像の情報が視神経線維を通って大脳まで運ばれるわけだが、その際に視神経線維の集まる点（盲点）を中心として、それよりも「内側」つまり鼻に近い部分からの情報と「外側」つまり（同じ側にある）耳に近い部分からの情報とは、大脳のまったく異なる場所に運ばれる。内側の視神経線維は、左右の視神経が交差する場所（視交差）で右から左へ、あるいは左から右へ乗り換えて移動し、右眼からの情報は左の大脳の視覚野へ、左眼からの情報は右の大脳の視覚野へと送られる。外側の視神経線維は、視交差で乗換えをせず、左右同じ側の大脳視覚野へと運ばれるのである。これによって、左の大脳視覚野には全視界のうちの右半分の倒立像が、右のそれには左半分の倒立像が投影されることになる。ヒトはこの左右倒立された像を脳内で処理して、現実の視界を再構成している。

## 両耳側半盲の原因
上のような構造の視神経が、視交差の内側部分、すなわち左右の視神経が乗り換える部分で障害されると、反対側の眼からの視覚情報が大脳に伝わらなくなる。例えば左の大脳は視界の「右側」にある映像を手に入れるが、視交差が障害されて、右眼からの情報、つまり「より右側の情報」が入手できなくなる。同様にして、右の大脳は「より左側の情報」が入手できなくなる。結果的には全視界のうちの「より両耳に近い情報」が入手できなくなってしまう。このようにして起こる病態が両耳側性半盲である。見え方は図1のとおりである。図2の視神経の経路を参照すれば、青い経路が障害されると、このような視野欠損が生じることがわかる。
このような現象が実際に起こりやすいのは、解剖学的に見て視交差の前後からこれを圧迫するような病態が多いからである。視交差の後ろには脳下垂体が存在するが、ここが脳腫瘍の好発部位であるため、下垂体腫瘍では両耳側性半盲をきたしやすい。他にも視交差を圧迫しやすい疾患として頭蓋咽頭腫がある。
これに対して視交差の外側からの圧迫があると、上記の説明のまったく逆の現象、つまり「より内側の（鼻に近い）部分の視野情報」が障害される。これを両鼻側性半盲と呼ぶが、これを起こすような疾患がほとんどないため、臨床的にはあまり重要ではないのである。